# فرودگاه کوئوپیو
فرودگاه کوئوپیو (به انگلیسی: Kuopio Airport) (به فنلاندی: Kuopion lentoasema) یک فرودگاه همگانی و نظامی مسافربری با کد یاتا KUO است که یک باند فرود آسفالت دارد و طول باند آن ۲۸۰۰ متر است. این فرودگاه در شهر کوئوپیو کشور فنلاند قرار دارد و در ارتفاع ۹۸ متری از سطح دریا واقع شده است.

## نگارخانه

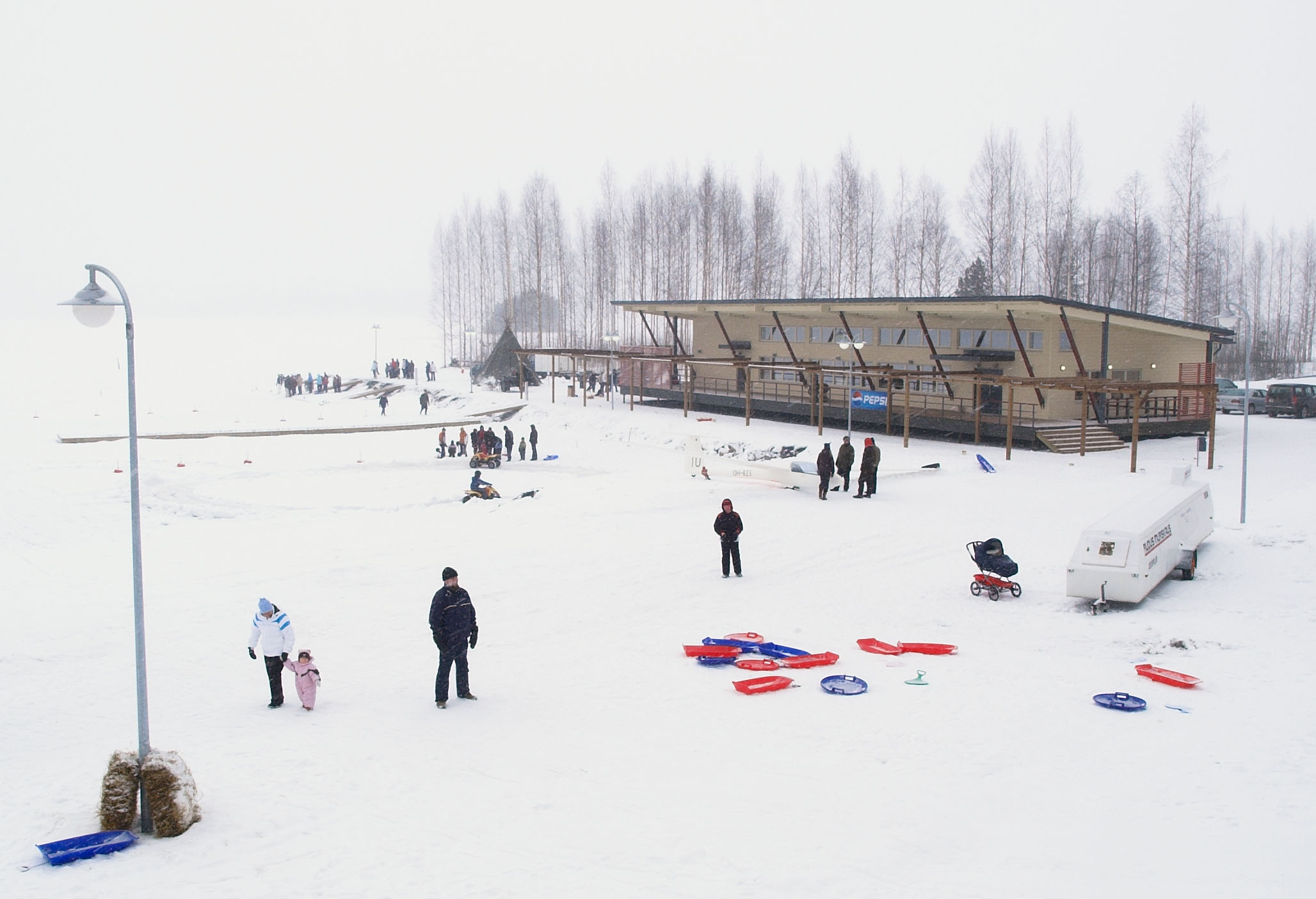
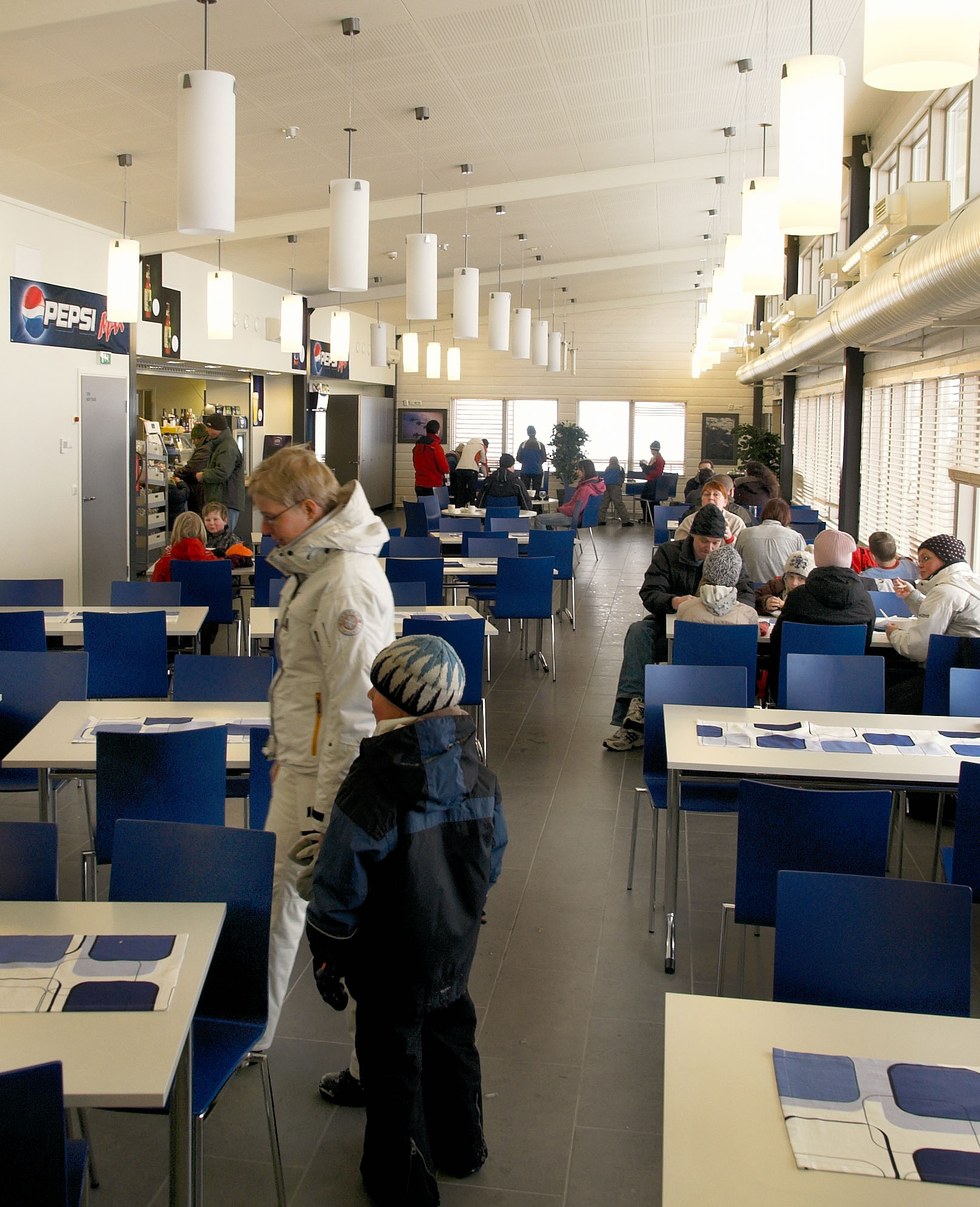
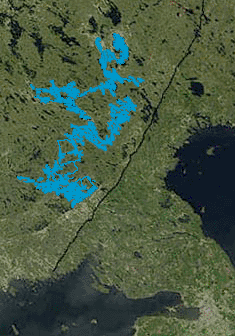

## شرکت‌های هواپیمایی و مقصدهای پروازی
| شرکت‌های هواپیمایی                       | مقصدهای پروازی                    |
| --------------------------------------- | --------------------------------- |
| فن‌ایر                                   | هلسینکی                           |
| فن‌ایر اجرا توسط نوردیک رجیونال ایرلاینز | هلسینکی                           |
| پریمرا ایر                              | فصلی: عوودا، گرن کناریا، لا پالما |
| Thomas Cook Airlines                    | فصلی: گرن کناریا                  |